# والنات گروو، شهرستان واشینگتن، آرکانزاس
والنات گروو (به انگلیسی: Walnut Grove) یک منطقهٔ مسکونی در ایالات متحده آمریکا است که در شهرستان واشینگتن، آرکانزاس واقع شده‌است. والنات گروو ۳۵۴ متر بالاتر از سطح دریا واقع شده‌است.